# Hepstedt
Hepstedt is een gemeente in de Duitse deelstaat Nedersaksen. De gemeente maakt deel uit van de Samtgemeinde Tarmstedt in het Landkreis Rotenburg (Wümme).
Hepstedt telt 995 inwoners.
Zie ook onder: Samtgemeinde Tarmstedt.

## Geschiedenis
Hepstedt werd voor het eerst vermeld in een document uit het jaar 1004. De naam betekent mogelijk: nederzetting nabij doornstruiken (in het gemeentewapen zijn drie doornstruiken symbolisch zichtbaar). Het is een oud boerendorp. De agrarische sector is steeds de belangrijkste bron van bestaan in de gemeente gebleven. Sedert 1970 hebben zich hier ook woonforensen met een werkkring in omliggende grotere steden gevestigd.
Het grootste bos van de gehele Samtgemeinde Tarmstedt, (met daarin ook een groot zwembad) is de Ummel, ten noordoosten van Hepstedt. In dit bos ligt een Russisch oorlogskerkhof. In de Tweede Wereldoorlog werd een onbekend aantal Russische krijgsgevangenen, die in Kamp Sandbostel waren opgesloten, naar Hepstedt gevoerd. Daar moesten zij dwangarbeid verrichten. Zij werden zeer slecht behandeld, en velen kwamen er door ziektes, ondervoeding, uitputting om het leven. Ook werden enigen vaak voor kleinigheden ter dood veroordeeld en geëxecuteerd. Sedert 2012 bestaat een lijst van de hier begraven krijgsgevangenen.

## Partnergemeentes
Hepstedt maakt deel uit van een vereniging van verbroederde plattelandsgemeentes, genaamd European Charter – Villages of Europe. De bedoeling is, dat uit elk der landen van de Europese Unie één dorp hiervan lid is. Het Nederlandse lid van deze vereniging is Esch, gemeente Boxtel; het Belgische lid is Bièvre.
- Gemeinsame Normdatei: 5213584-6
- Virtual International Authority File: 129866339
- WorldCat: E39PBJpYrY8YhKJwMcYW9TGGpP

Ahausen · 
Alfstedt · 
Anderlingen · 
Basdahl · 
Bötersen · 
Bothel · 
Breddorf · 
Bremervörde · 
Brockel · 
Bülstedt · 
Deinstedt · 
Ebersdorf · 
Elsdorf · 
Farven · 
Fintel · 
Gnarrenburg · 
Groß Meckelsen · 
Gyhum · 
Hamersen · 
Hassendorf · 
Heeslingen · 
Hellwege · 
Helvesiek · 
Hemsbünde · 
Hemslingen · 
Hepstedt · 
Hipstedt · 
Horstedt · 
Kalbe · 
Kirchtimke · 
Kirchwalsede · 
Klein Meckelsen · 
Lauenbrück · 
Lengenbostel · 
Oerel · 
Ostereistedt · 
Reeßum · 
Rhade · 
Rotenburg · 
Sandbostel · 
Scheeßel · 
Seedorf · 
Selsingen · 
Sittensen · 
Sottrum · 
Stemmen · 
Tarmstedt · 
Tiste · 
Vahlde · 
Vierden · 
Visselhövede · 
Vorwerk · 
Westertimke · 
Westerwalsede · 
Wilstedt · 
Wohnste · 
Zeven